# Moses Ingram
Moses Ingram, född 6 februari 1994 i Baltimore, Maryland, är en amerikansk skådespelare.
Ingram har bland annat medverkat i filmen Ambulance. Hon har även medverkat i TV-serierna The Big Cigar och Obi-Wan Kenobi.

## Filmografi (i urval)
- 2020 – The Queen's Gambit (TV-serie)
- 2022 – Obi-Wan Kenobi (TV-serie)
- 2022 – Ambulance
- 2024 – The Big Cigar (TV-serie)
- 2024 – Lady in the Lake (TV-serie)
- 2025 – A House of Dynamite